# Жуково (Усть-Кубинский район)
Жуково — деревня в Усть-Кубинском районе Вологодской области на реке Жуковка (Чёрная).
Входит в состав Никольского сельского поселения, с точки зрения административно-территориального деления — в Никольский сельсовет.
Расстояние по автодороге до районного центра Устья — 18,5 км, до центра муниципального образования Никольского — 14,5 км. Ближайшие населённые пункты — Андреевское, Лжево, Лукачево.
По данным переписи в 2002 году постоянного населения не было.